# Monte Pizzinni
Il monte Pizzinni è una montagna delle Serre calabresi alto 948 m s.l.m. che si trova nel comune di San Nicola da Crissa, di cui è anche il rilievo più elevato. Sul monte si trovano le sorgenti del fiume Angitola e del fiume Fallà.

## Etimologia
Il nome deriverebbe da un cognome di persona.